# 李維寧 (加利福尼亞州)
李維寧（英語：Lee Vining）是位於美國加利福尼亞州莫諾縣的一個人口普查指定地區。

## 地理
李維寧的座標為37°57′27″N 119°07′19″W / 37.95750°N 119.12194°W，而該地最高點為海拔高度2067米（即6781英尺）。

## 人口
根據2010年美國人口普查的數據，李維寧的面積為13.521平方千米，當中陸地面積為13.515平方千米，而水域面積為0.006平方千米。當地共有人口222人，而人口密度為每平方千米16人。